# Joël Godin
Pour les articles homonymes, voir Godin.
Joël Godin (né le 14 mars 1965) est un directeur des ventes, attaché politique et homme politique canadien. Il est élu député à la Chambre des communesdans la circonscription de Portneuf—Jacques-Cartier lors de l'élection fédérale du 19 octobre 2015 sous la bannière du Parti conservateur du Canada.

## Biographie

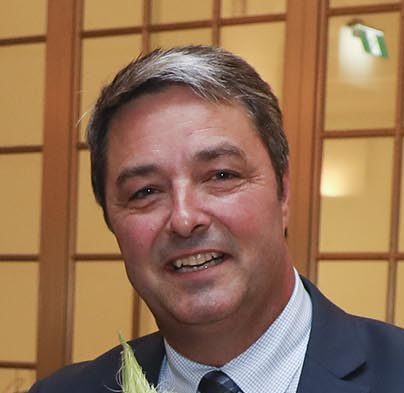
Joël Godin

Joël Godin étudie en communications à l'Université Laval. Il travaille dans le domaine de la publicité aux stations de radio FM93 et CITF-FM à Québec, et est directeur des ventes pour le réseau de télévision TQS à Québec. Il perd son poste à TQS lors de l'acquisition du réseau par Remstar en 2008. Il fonde alors, à l'automne 2008, sa propre entreprise de publicité et marketing, AJC Communication Inc., qu'il dirige jusqu'en 2012
Joël Godin réside à Saint-Augustin-de-Desmaures depuis 2000 et est père de deux enfants. Il est le petit-fils de Louis-Philippe-Antoine Bélanger, député à la Chambre des communes de 1962 à 1965.

### Carrière politique
Ancien conseiller municipal de Saint-Joachim sur la Côte-de-Beaupré, Joël Godin devient, en 2012, responsable du bureau de circonscription de Sam Hamad, alors député de Louis-Hébert à l'Assemblée nationale du Québec. Puis, lorsque Hamad retrouve un portefeuille de ministre en 2014, Godin devient son conseiller politique sur les dossiers concernant la région de la Capitale-Nationale. Il quitte ce poste en mai 2015, au moment où il veut se lancer dans la campagne électorale fédérale. Le 25 mai, il est choisi candidat du Parti conservateur du Canada dans Portneuf—Jacques-Cartier, et le 19 octobre suivant, il est élu avec 44 % des voix, défaisant la députée alors en poste Élaine Michaud du Nouveau Parti démocratique. Détenue de 2006 à 2011 par l'animateur radiophonique et député indépendant André Arthur, cette circonscription n'avait pas été représentée par un député conservateur depuis 1993.
Membre de l'opposition officielle à Ottawa, Joël Godin est nommé en novembre 2015, porte-parole sur les questions concernant l'agence de développement économique du Canada pour les régions du Québec et sur le développement économique pour le Québec, et ce jusqu'en octobre 2016. De mai 2016 à août 2017, il est porte-parole associé pour l'environnement.